# Centre de musique canadienne
Pour les articles homonymes, voir CMC.
Le Centre de musique canadienne (CMC) a pour mission de promouvoir les œuvres de ses compositeurs agréés au pays et dans le monde.

## Historique
Le Centre de musique canadienne est créé en 1959,.

## Missions et services
Par le biais de sa musicothèque, le Centre est en mesure de prêter plus de 18 000 partitions en 2009 ou œuvres de ses compositeurs canadiens de musique contemporaine. Quelque 900 CD présentant la musique de ses compositeurs agréés, ainsi que des disques réalisés par des étiquettes canadiennes indépendantes, sont en vente au CMC. Cet ensemble constitue la plus vaste collection au Canada d'œuvres de musique de concert canadienne
Le Centre fournit également sur demande un service d'impression et de reliure ainsi que des consultations sur le répertoire. On y a facilement accès, par l'entremise de ses cinq bureaux régionaux d'un bout à l'autre du Canada, ou de son site Web.
Le CMC est impliqué dans plusieurs projets éducatifs de portée nationale. Ils s'ajoutent à l'entreprise d'envergure en cours consistant à numériser toutes les partitions et œuvres de sa collection. En outre, le CMC effectue des recherches et administre plusieurs prix.